# Gemini 13 – Todesstrahlen auf Kap Canaveral
Gemini 13 – Todesstrahlen auf Kap Canaveral (Originaltitel: Operazione Goldman) ist ein italienisch-spanischer Superagenten-Film mit Einflüssen von Science-Fiction aus dem Jahr 1966 von Anthony M. Dawson. Die Handlung des Films spielt auf oder in der unmittelbaren Umgebung von Kap Canaveral in den Vereinigten Staaten. Die deutsche Premiere fand am 15. Juli 1966 statt.

## Handlung
Der US-Geheimdienst hat eine seiner Spezialabteilungen beauftragt, das mysteriöse Verschwinden des genialen Atomphysikers Professor Runi aufzuklären, der angeblich bei einem mysteriösen Atomunfall auf See ums Leben gekommen sein soll. Geheimagent Sennet und seine Vorgesetzte Capt. Flannagan machen sich auf den Weg, Licht ins Dunkel dieser Angelegenheit zu bringen, und nach einer Reihe lebensgefährlicher Abenteuer stößt Sennet in die futuristische unterseeische Zentrale des obskuren Brauereiunternehmers Rethe vor, der mit Macht, Geld und allerlei grausamen Mitteln die Weltherrschaft an sich reißen will – dass mit ihm keinesfalls zu spaßen ist, hat er dem Agenten, der es verhindern wollte, eben noch mit dem Abschuss einer startenden Apollo-Rakete demonstriert: ihr abstürzendes Wrack verwandelt Kap Canaveral in eine Flammenhölle. Sennet bringt zuletzt in Erfahrung, dass der entführte Prof. Runi in der Zentrale von Rethe festgehalten wird und dass des Brauers Mitarbeiter nur deshalb für ihn tätig sind, weil ihre Angehörigen von ihm mit dem Tode bedroht werden. Eine von Rethes unfreiwilligen Helferinnen, der „Blonde Engel“, der erst dem Agenten das Leben schwer machte, läuft jedoch im entscheidenden Moment zu Sennet über. In einer tragischen Auseinandersetzung mit Rethe verliert sie ihr Leben, was aber Sennet und dem Professor letztlich die Gelegenheit verschafft, die Machtzentrale des wahnsinnigen Brauereibesitzers zu zerstören und von ihr zu entkommen.

## Rezeption
- Die Science Fiction Filmenzyklopädie ordnet Gemini 13 als einen der „besseren italienischen Klamaukfilme, die ihren Ursprung in der operettenhaften Technologie der James-Bond-Serie hatten“[1] ein und weist auf die kluge Nutzung der Filmsets hin.

- Das Lexikon des internationalen Films urteilt: „Utopischer Agentenfilm, der mit weitschweifiger Fantasie den Klischees der Gattung folgt.“[2]

- Auch der Evangelische Film-Beobachter hat keine gute Meinung von dem Streifen: „Von keinerlei Logik belasteter Unsinn beherrscht die Zusammenhänge in dieser italienisch-spanischen Gemeinschaftsproduktion. Unnötig.“[3]